# Vodní slavobrána

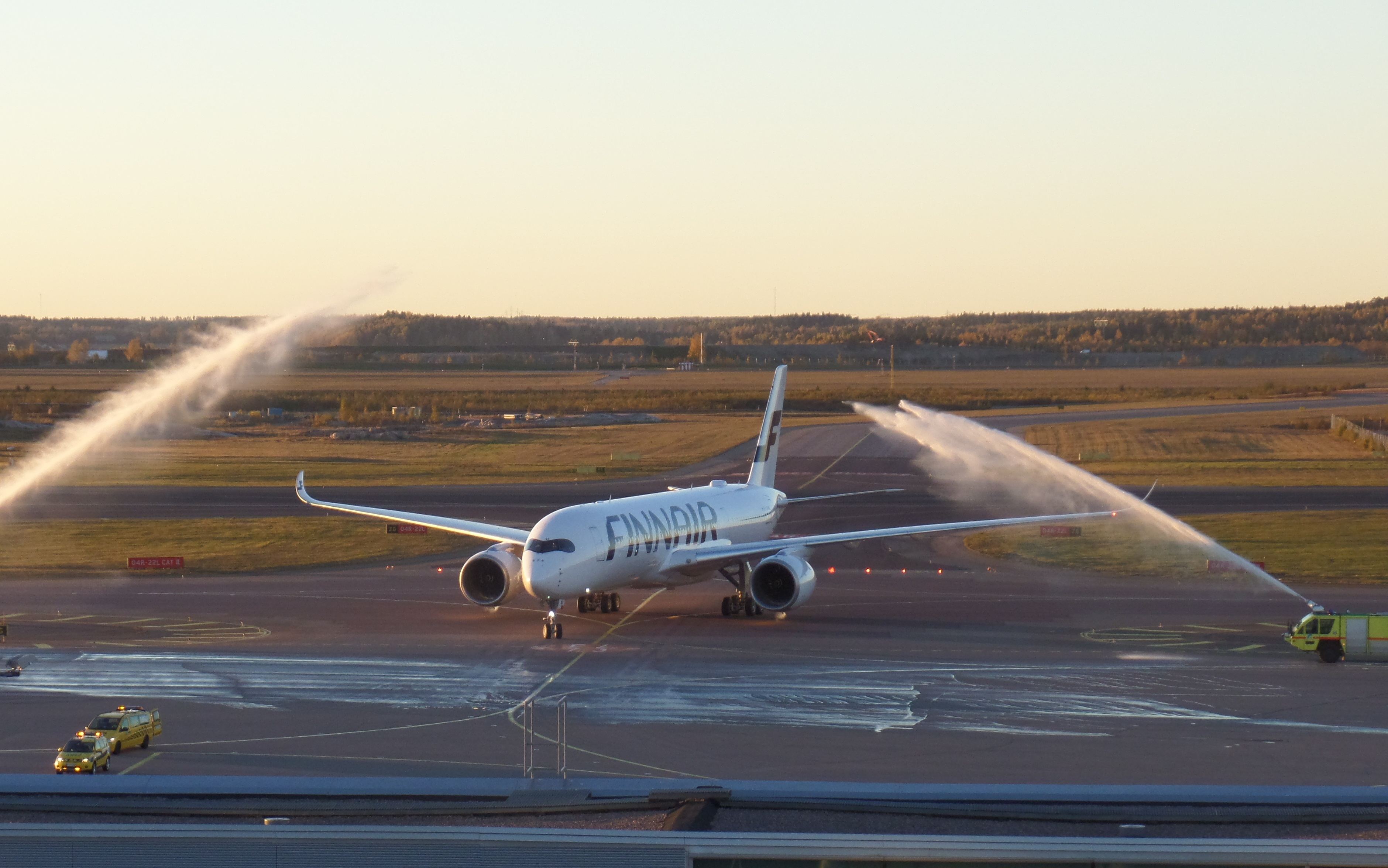
Přivítání prvního Airbusu A350-900 finské letecké společnosti Finnair vodní slavobránou v roce 2015

Vodní slavobrána je používána pro oslavy v dopravě, dopravní prostředek se pohybuje pod tryskami vody, kterou stříkají hasicí vozy. V letectví vodní slavobrána doprovází v letectví přílety nových letadel nebo zavedení nových linek.
Společnost anna.aero pravidelně vyhlašuje nejlepší vodní slavobrány v letectví.